# Добра надежда
 Тази статия е за географския нос.  За крепостта в Кейптаун вижте Добра надежда (крепост).  
Добра надежда (на африкаанс: Kaap die Goeie Hoop; на английски: Cape of Good Hope) е нос в югозападния край на Африка, Република Южна Африка. Той се намира в южния край на Капския полуостров в Южна Африка, на около 50 километра южно от центъра на град Кейптаун.
Понякога се приема неправилно за граница между Индийския и Атлантическия океан, докато всъщност най-южната точка на Африка е Иглен нос, на около 150 километра югоизточно от него. След нос Добра надежда обаче бреговата линия започва да се извива на югоизток.
Първият европеец, заобиколил носа, е португалецът Бартоломео Диас през 1488 г. През втората половина на XV век в търсене на морски път до Индия, все повече португалски експедиции са изпращани да проучват африканския бряг в южна посока. Начело на една от тях Диас най-после достига до южния бряг на Африка. Според историята заради силните бури, с които експедицията се сблъсква около носа и които я принуждават да вземе курс доста по на юг и да го заобиколи, Диас нарича носа Кабо дас торментас/Кабо торментозу (Нос на бурите). Впоследствие португалският крал Жуау II променя името му на настоящото Кабо де Бона Есперанса (нос Добра надежда), тъй като това откритие давало надежда, че морският път до Индия най-после ще бъде открит.